# Masuma
Masuma est une localité du Cameroun, située dans l'arrondissement de Muyuka, le département du Fako et la région du Sud-Ouest.

## Population
En 1955, la population était de 29 habitants. En 1966, Masuma comptait 42 habitants, principalement des Bakweri. Lors du recensement de 2005, on a dénombré 5 personnes.